# 高丝氨酸
高丝氨酸是一种α-氨基酸，化学式为HO2CCH(NH2)CH2CH2OH。l-高丝氨酸并非由DNA编码的氨基酸。它和丝氨酸的区别在于主链上插入了桥联亚甲基（-CH2-）。高丝氨酸或其对应内酯，是溴化氰裂解甲硫氨酸的反应产物之一。
高丝氨酸是生物合成中以下三种必需氨基酸的中间物：甲硫氨酸、苏氨酸（高丝氨酸的同分异构体）和异亮氨酸。它可以通过天冬氨酸的两次还原（通过天冬氨酸半醛）生成。